# Leamington Spa
Royal Leamington Spa, più nota come Leamington Spa o semplicemente Leamington, è una città termale di 50 923 abitanti della contea del Warwickshire, in Inghilterra.

## Amministrazione

### Gemellaggi
- Sceaux
- Brühl
- Heemstede